# Linhas de Torres Vedras

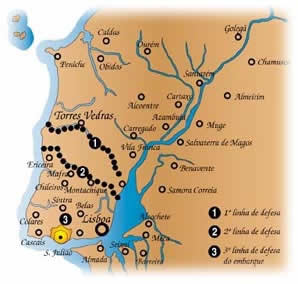
As Linhas de Torres Vedras.

As Linhas de Torres Vedras, ou simplesmente Linhas de Torres e ainda Linhas de Defesa a Norte de Lisboa são o conjunto de 152 fortificações e outros trabalhos defensivos, construídas entre 1809 e 1812, situados na península de Lisboa. No contexto da Guerra Peninsular foram concebidas com a finalidade de impedir um exército invasor de atingir a capital do Reino de Portugal ou, em caso de derrota, permitir o embarque, em segurança, do Exército Britânico em retirada. A ordem para a sua construção foi dada em Outubro de 1809 por Arthur Wellesley, então comandante do exército anglo-luso. Na Terceira Invasão Francesa, as Linhas de Torres Vedras impediram o exército de André Masséna de atingir Lisboa e acabaram por provocar a sua retirada de Portugal.

## Antecedentes
A Segunda Invasão Francesa terminou com a retirada do II CE do marechal Nicolas Jean de Dieu Soult para a Galiza. Wellesley tinha agora de se preocupar com o I CE do Marechal Victor, que se encontrava na Estremadura Espanhola e deu então início à Campanha de Talavera. A ameaça sobre as linhas de comunicações com Lisboa e a falta de apoio logístico por parte das autoridades espanholas obrigaram Wellesley a retirar para Portugal apesar da vitória obtida na Batalha de Talavera.
Frustrados os planos para a conquista de Portugal em 1809, Napoleão Bonaparte nomeou o marechal Massena comandante do novo “Exército de Portugal”, constituído por três corpos de exército, cerca de 65 000 homens.
Wellesley, já visconde Wellington, manteve o seu exército afastado da luta contra os franceses após a Campanha de Talavera, situação provocada pela falta de colaboração por parte das autoridades e dos generais espanhóis durante aquela campanha. A defesa da Andaluzia ficava entregue unicamente aos exércitos espanhóis. Por outro lado, Wellesley compreendia a situação de uma forma diferente das autoridades espanholas e as suas intenções tinham em conta os seguintes factoresː
- Para a defesa da Península Ibérica, considerava Portugal mais importante do que a defesa da Andaluzia e privilegiava especialmente o porto de Lisboa que proporcionava, nesta fase da guerra, as comunicações entre o seu exército e o Reino Unido;
- Considerava que tinha melhores condições de defesa em Portugal e, nesse sentido, tinha já começado a construção das Linhas de Torres Vedras;
- Considerava que tinha a obrigação de privilegiar a defesa de Portugal porque, ao contrário de Espanha, aquele reino colocou-se inteiramente nas mãos dos aliados e colocou todos os recursos, inclusive o exército, à sua disposição. Ao contrário do exército espanhol, o exército português tinha com ele uma relação de subordinação (Wellesley tinha recebido em Portugal, por decreto de 29 de abril de 1809, a patente de Marechal General “dos Exércitos Portugueses para dirigir as suas Operações quando combinados com o de Sua Majestade”[4]).

Por estas razões, Wellesley retirou as suas unidades para Portugal, onde se preparou para enfrentar mais uma invasão das tropas francesas.

## A estratégia de Wellington

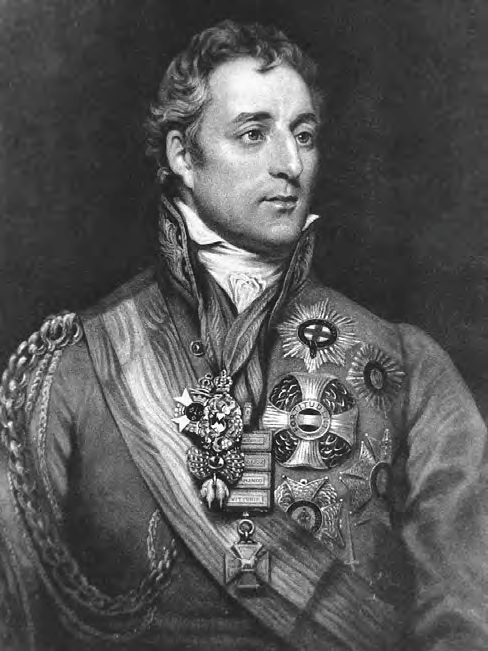
Sir Arthur Wellesley, duque de Welington, pelo pintor britânico Thomas Phillips.

"O grande objectivo em Portugal é o domínio de Lisboa e do Tejo, e todas as medidas devem ser dirigidas para esse objectivo. Existe um outro, também relacionado com aquele primeiro objectivo, para o qual deveremos, igualmente, prestar atenção, a saber: o embarque das tropas britânicas, em caso de revés". Este texto é parte do documento em que Wellington ordenava a construção das Linhas de Torres Vedras.
Os efectivos (das tropas regulares) dos exércitos francês e anglo-luso eram semelhantes, com alguma vantagem para os franceses, mas Wellington tinha de considerar a possibilidade de outras forças francesas, vindas da Estremadura espanhola, invadirem o território português por um eixo diferente do utilizado pelo principal exército invasor. Esta possibilidade iria obrigá-lo a dividir as suas forças e, por isso, apresentar-se-ia numa situação de inferioridade numérica perante o exército de Massena. Assim, seria difícil enfrentar o exército invasor numa batalha em campo aberto, em que as condições de terreno não favorecem significativamente nenhuma das partes. Quando se dá a Batalha do Buçaco, Wellington ocupa uma posição defensiva de primeira qualidade. É desta forma, tirando partido da morfologia do terreno, que deverá enfrentar o invasor.
Os exércitos têm de ser abastecidos dos meios necessários para a luta mas também de géneros alimentares para a sobrevivência das tropas. Na falta destes, o moral das tropas baixa, os combatentes enfraquecem e as doenças surgem com mais facilidade provocando, em situações prolongadas, um número de baixas muito elevado. O exército de Wellesley recebia por mar uma grande parte do que consumia. O porto de Lisboa tinha um papel muito importante neste processo de manter o exército apto para o combate. O exército francês, embora organizasse depósitos de géneros nos itinerários em que tal era possível, adquiria os seus géneros alimentares nos territórios em que se encontrava. Por esta razão, Wellington forçou a utilização de uma “política de terra queimada”. À medida que as tropas anglo-lusas retiravam iam abandonando às forças invasoras um território em que os recursos necessários à sua manutenção tinham sido retirados ou destruídos.
Wellington esperava, com estas medidas, forçar o exército invasor a abandonar Portugal. Mas tinha também de prever a possibilidade de não conseguir conter o avanço francês e, neste caso, colocava-se o problema de preservar o exército britânico. Era necessário criar condições defensivas que permitissem, na pior das hipóteses, retardar o avanço inimigo e proteger o embarque das forças britânicas. O local desse embarque deveria ser Lisboa.
Podem resumir-se as linhas de acção de Wellington durante a Terceira Invasão Francesa, da seguinte formaː
- Não aceitar batalha em campo aberto, com o risco de ser derrotado e o seu exército destruído;
- Tirar o máximo partido da morfologia do terreno para impedir o inimigo de avançar até Lisboa;
- Retirar ao inimigo a possibilidade de se alimentar no território em que se encontra por períodos prolongados;
- Manter o porto de Lisboa como porta de entrada dos abastecimentos necessários à sobrevivência das sua tropas e até da população;
- Criar condições para retirar por mar e assim preservar o seu exército, no caso de as medidas anteriores não serem suficientes para deter o inimigo.

Com estes objectivos foram construídas as Linhas de Torres Vedras. O exército francês não deveria conseguir ultrapassar este sistema defensivo, atrás do qual se encontrava o exército anglo-luso e parte importante da população do território entre os rios Mondego e Tejo. Detido frente a este obstáculo teria, ao fim de pouco tempo, a maior dificuldade em alimentar-se. Se recebesse reforços, essa dificuldade ainda seria mais acentuada. Não restaria outra alternativa aos franceses que retirarem para poderem sobreviver. Foi isso que sucedeu.

## A construção das Linhas de Torres Vedras

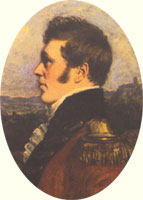
Tenente-Coronel Sir Richard Fletcher.

O oficial do exército de Wellington responsável pelos trabalhos de engenharia era o Coronel Richard Fletcher. No dia 20 de Outubro de 1809, Wellington entregou-lhe um memorando em que especificava a estrutura das Linhas de Torres Vedras.
O estudo do terreno em volta de Lisboa, com a finalidade de organizar posições defensivas que protegessem a capital do Reino e seus arredores, remonta, pelo menos, ao início do século XVII. Num trabalho publicado em 1608 considerava-se necessário implementar o sistema de defesa afastada de Lisboa interceptando as estradas que passavam em Cabeço de Montachique e em Mafra. Em 1807, Jean-Andoche Junot encarregou o coronel de engenharia Charles-Humbert-Marie Vincent de estudar a defesa de Lisboa e, na execução dessa tarefa, esteve presente o major de engenharia José Maria das Neves Costa, do Exército Português. Após a expulsão das tropas francesas foram feitas diligências pelas autoridades portuguesas no sentido de fazer o levantamento topográfico que servisse de base aos trabalhos da defesa de Lisboa. Nesta comissão estava novamente o major Neves Costa. Estes trabalhos, ainda muito incompletos, foram consultados por Wellington.
Após a Batalha de Talavera, Wellington examinou com o coronel Fletcher os documentos que já existiam sobre a defesa de Lisboa e percorreu as principais posições que eram indicadas para a sua defesa. Após este reconhecimento escolheu a linha principal de defesa, como sendo a que passa por Forte da Casa (do lado do Tejo), Serra de Serves, Cabeço de Montachique, Mafra e foz do rio Safarujo (do lado do oceano Atlântico). Ficava assim definida uma linha de defesa com cerca de 40 quilómetros. Além desta linha foram organizadas posições à volta da Fortaleza de São Julião da Barra, com o objectivo de, guarnecidas por tropas portuguesas, protegerem o embarque das tropas britânicas no caso de não conseguirem deter as tropas francesas. Esta linha tinha cerca de 2 700 metros de comprimento.
Além destas duas linhas defensivas, foram construídas obras avançadas que possibilitavam o controlo das principais vias de comunicação que conduziam a Lisboa: as posições de Castanheira, as de Monte Agraço e as de Torres Vedras.  Estas obras apoiavam a entrada do exército de Wellington na linha de defesa que passava em Mafra e Montachique. O memorando de 20 de Outubro previa ainda a colocação de efectivos elevados naquelas posições (4 000 homens em Monte Agraço, 5 000 em Torres Vedras) assim como a colocação de forças em apoio da retirada destas tropas. Aquele memorando continha também referências à distribuição das forças, das linhas de retirada, prioridades de construção, criação de obstáculos, pontos de sinalização (para as comunicações), e outras. Wellington marcou um certo número de posições, deixando ao critério de Fletcher a escolha das demais.
Como o exército francês demorou mais tempo que o previsto a iniciar e executar a invasão, Welligton mandou construir mais obras entre as que se destinavam a formar apenas os postos avançados, de forma que acabou por se constituir uma nova linha de defesa.  Assim, a primeira linha de defesa tinha início em Alhandra, passava por Monte Agraço, Torres Vedras e terminava na foz do rio Sizandro. A segunda linha, que inicialmente tinha sido pensada como linha principal, era a que nascia em Vialonga e se estendia, passando por Montachique e Mafra, até à foz do rio Safarujo. Manteve-se a linha à volta do Forte de São Julião e considera-se também como fazendo parte deste dispositivo, um conjunto de obras ao sul do Tejo, redutos e linhas de defesa contínuas, com cerca de 1 300 metros de comprimento, destinadas a evitar que forças inimigas que conseguissem posicionar bocas de fogo de artilharia na margem sul pudessem prejudicar o embarque das forças britânicas.
Em primeiro lugar, iniciaram-se as obras que deviam proteger o embarque das tropas britânicas.  A seguir, tiveram início as obras de Torres Vedras e as de Monte Agraço. Outras, como a de Castanheira, só foram iniciadas em Janeiro de 1810. À medida que se iam construindo, as obras eram numeradas, o que nos permite conhecer a sequência da sua construção. Milhares de  trabalhadores portugueses, de milícias e ordenanças, esforçaram-se para completarem estas obras. Este trabalho foi pago: os camponeses chegaram a receber, na altura de maior trabalho, 10 vinténs por dia e as milícias recebiam um terço deste valor.
Este sistema defensivo tem sido descrito como um dos mais baratos investimentos e um dos segredos mais bem guardados na História Militar. As construções eram conhecidas não apenas pelos militares que se encontravam por perto como por todos os que colaboraram na sua construção. O que quase ninguém tinha era a noção da dimensão do conjunto. O tenente Rice Jones, um dos engenheiros de Fletcher, numa carta dirigida ao pai, fala das obras a Norte de Lisboa mas a leitura da carta demonstra que ele não tinha ideia da extensão que as linhas viriam a ter.

## Descrição das Linhas de Torres Vedras
A norte do Tejo foram, portanto, organizadas três linhas defensivas. Não se tratava de uma barreira contínua como a Muralha de Adriano ou a Grande Muralha da China. Era, antes, um misto de obras defensivas e de formações naturais do terreno.  Ao todo eram 153 fortificações que, estando completamente guarnecidas, implicavam a utilização de 39 475 homens e 628 bocas de fogo de artilharia. Este conjunto de três linhas estava dividido em 8 distritos, cada um com o seu comando militarː
- A Primeira Linha era guarnecida por 18 683 homens e 319 bocas de fogo. Estava dividida em quatro distritos:

| Distrito | Guarnição |                             |
| --- | --------- | --------------------------- |
| | Homens    | Bocas de fogo de Artilharia |
| Distrito nº 1 - desde a posição (1) na linha assente sobre o Tejo, que atravessa a planície de Alhandra, até ao Moinho do Céu (11), por cima da estrada da Arruda.        | 6 280     | 96                          |
| Distrito nº 2 - desde o forte do Passo (12), na escarpa rochosa por cima da estrada da Arruda, até ao forte avançado, à direita da estrada que segue para o Sobral (152). | 3 090     | 55                          |
| Distrito nº 3 - desde o reduto para artilharia de campanha (151) na Patameira até ao reduto sul (29), perto de Enxara do Bispo.                                           | 1 900     | 24                          |
| Distrito nº 4 - desde o Forte Novo da Ordasqueira (149), por cima de Matacães, para defender a estrada de Runa, até à posição (113) na foz do Sizandro.                   | 7 413     | 144                         |

- A Segunda Linha era guarnecida por 15.442 homens e 215 bocas de fogo. Estava dividida em três Distritos:

| Distrito | Guarnição |                             |
| --- | --------- | --------------------------- |
| | Homens    | Bocas de fogo de Artilharia |
| Distrito nº 5 - desde o reduto do Salgado (33), na margem do Tejo, à direita da posição de Vialonga, até ao reduto (19) na Serra da Ajuda.                | 3 502     | 72                          |
| Distrito nº 6 - desde a plataforma para artilharia, à direita (49), no desfiladeiro do Freixial, até ao reduto (73), na estrada de Mafra, Casal do Conto. | 5 640     | 73                          |
| Distrito nº 7 - desde Casal da Pedra (74), no desfiladeiro de Mafra, até ao reduto de S. Julião (97), junto à costa atlântica, a sul da Ericeira.         | 6 300     | 70                          |

- A Terceira Linha constituía um único distrito, o Distrito de Oeiras, e era guarnecida da seguinte forma:

| Distrito | Guarnição |                             |
| --- | --------- | --------------------------- |
| | Homens    | Bocas de fogo de Artilharia |
| Distrito nº 8 - desde a fortificação principal conhecida como "Alto Algueirão" (98), onde se encontra o actual quartel-general da NATO, até à posição (110), na linha que se estende para a direita do Forte das Maias. | 5 350     | 94                          |

As duas primeiras linhas estavam, assim, concebidas para barrar os quatro eixos definidos pelas quatro estradas que as atravessavam e por onde poderiam avançar as tropas francesas: Torres Vedras-Mafra, Torres Vedras-Montachique, Sobral-Bucelas e a estrada ao longo da margem do Tejo, passando por Alhandra. Fora destes itinerários, tornava-se impossível, em muitas extensões de terreno, a passagem da artilharia e de carros de apoio, ou mesmo da cavalaria.

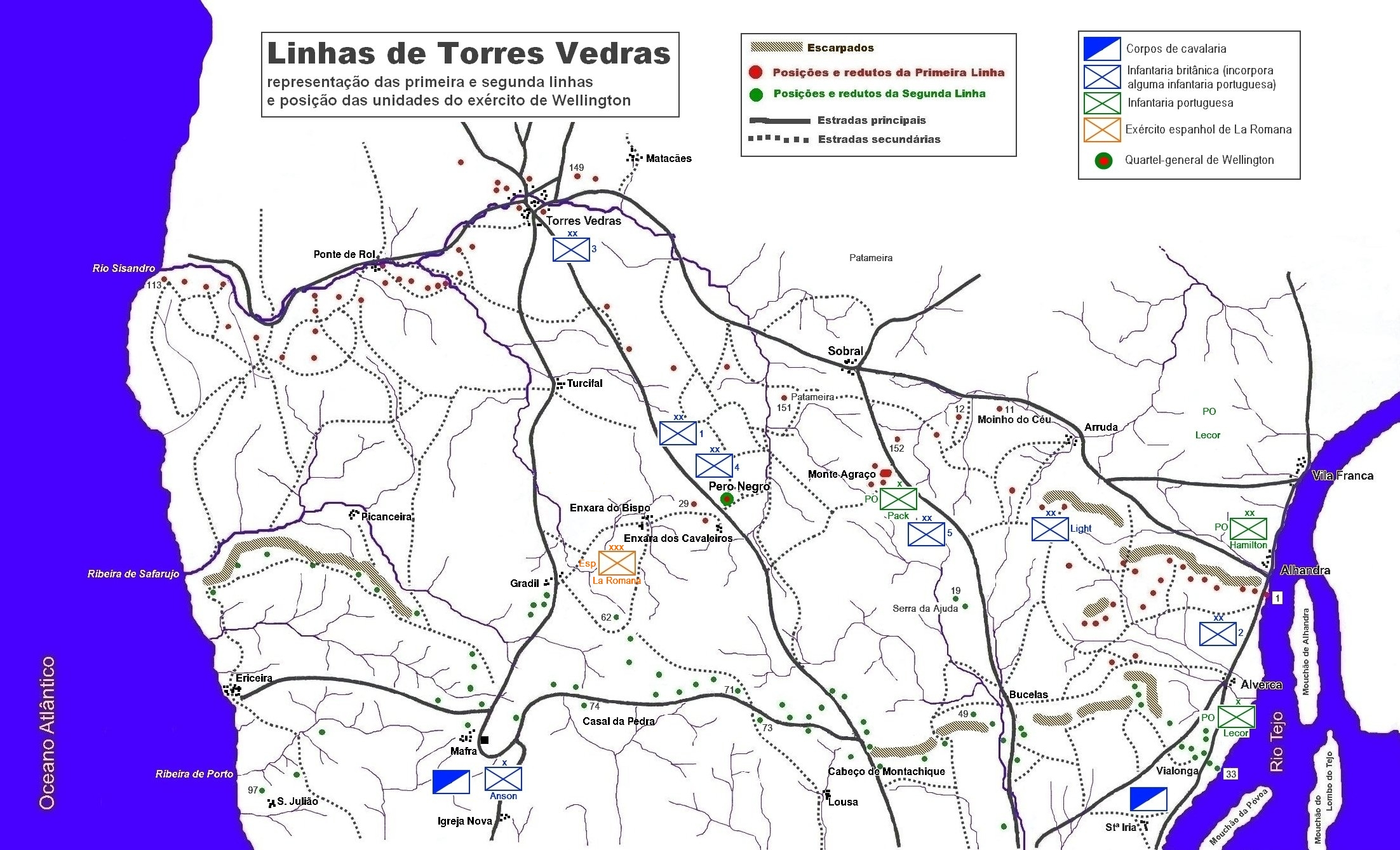
Mapa com representação das Linhas de Torres Vedras (Primeira e Segunda Linhas) e das posições ocupadas pelo exército de Wellington

Os trabalhos foram cuidadosamente localizados, de forma a tirar vantagem do terreno rochoso, muito irregular e, por vezes, constituindo só por si um obstáculo. Os redutos variavam em tamanho e forma, de acordo com a importância que era dada à sua utilização e à morfologia do terreno em que se situavam. Esta grande adequação ao terreno mostra uma extraordinária adaptabilidade por parte dos engenheiros britânicos.
As estradas que conduziam às linhas e as que estavam traçadas paralelamente a estas, foram destruídas, assim como as pontes que nelas se situavam. Todos os vales e passagens foram bloqueados com represas, abatises ou até muros de pedra. Em algumas colinas, a aproximação já íngreme foi transformada, tornando-se quase vertical, pela remoção de muitas centenas de toneladas de terra. Muitas colinas ficaram com o seu perfil alterado.
Para facilitar os movimentos das tropas e as comunicações laterais foram construídas estradas em algumas contra-encostas, protegidas da vista do inimigo. Estas estradas permitiam o rápido movimento de forças e dos abastecimentos entre qualquer ponto das linhas, do Tejo ao Atlântico. A transmissão de mensagens estava também assegurada por um conjunto de estações semafóricas que permitia enviar informação, entre qualquer ponto das linhas e o quartel general de Wellington, num curto espaço de tempo.

## A utilização das Linhas de Torres Vedras
O exército anglo-luso entrou nas linhas entre 9 e 11 de outubro de 1810. No dia 11 todas as tropas encontravam-se ao abrigo deste sistema defensivo. As tropas de milícias e também de ordenanças guarneceram as diferentes obras de defesa e aí receberam treino de manobras defensivas. Nos quartéis-generais, onde se encontrava o comando de cada Distrito, foram estabelecidos depósitos de abastecimento. Aí foram também colocados dois oficiais de engenharia com a finalidade de explicar a natureza e o objecto das diversas posições preparadas para que, assim, as tropas as ocupassem e utilizassem da forma mais conveniente. Foi também montado um sistema de guias a cavalo para dirigirem as colunas de tropas que iam entrando nas linhas para as áreas que lhes estavam destinadas.
As tropas do exército anglo-luso foram utilizadas como uma força móvel e não como guarnição as posições defensivas. Desta forma, estariam sempre disponíveis para se movimentarem para qualquer ponto das linhas onde a ameaça francesa viesse a colocar em perigo a integridade da defesa. Tendo em consideração os eixos segundo os quais um eventual ataque por parte dos franceses seria mais provável e mais perigoso, Wellington dispôs o seu exército, com excepção da 3ª Divisão (Picton), em dois blocos: um em frente ao Sobral, entre Monte Agraço e Runa; o outro, na região de Alhandra. O quartel-general de Wellington ficou colocado na Quinta do Barão de Manique e o de Beresford no Casal Cochim, em Pêro Negro. As unidades do seu exército foram distribuídas da seguinte forma:
- a 3ª Divisão  (Picton) foi colocada na região de Torres Vedras;
- as 1ª, 4ª e 5ª Divisões (Spencer, Cole e Leith), a Divisão Ligeira (Craufurd) e uma Brigada Independente portuguesa (Pack) ficaram na região em redor do Sobral, entre a Cadriceira e a Arruda;
- a 2ª Divisão (Hill), a Divisão Portuguesa (Hamilton) e uma Brigada Independente portuguesa (Lecor) ficaram na região de Alhandra;
- o grosso da cavalaria de Welligton encontrava-se em Vialonga;
- uma Brigada de Infantaria britânica (Anson) e um destacamento de cavalaria encontravam-se em Mafra;
- as tropas espanholas de La Romana (cerca de 8 000 homens) foram colocadas na região a sul da Enxara do Bispo.

Estas tropas, as que ocupavam as obras defensivas, a população de Lisboa e arredores e toda uma multidão que tinha sido transferida da região a sul do Mondego, viviam agora neste espaço da península de Lisboa.  Não era possível, num espaço tão pequeno, obter alimentação para tanta gente e os abastecimentos que chegavam a Lisboa, por mar, iam essencialmente para as tropas.  Estima-se que 2% da população portuguesa (de 40 000 a 50 000 pessoas) tenha perdido a vida devido à fome e às doenças. Esta situação prolongou-se até Fevereiro de 1811, quando os Franceses começaram a retirar.

## Lista de Fortes e Baterias e Outras Obras Militares
- Forte da Boa Vista (inclui Monumento Comemorativo das Linhas de Torres Vedras)
- Forte da Serra do Formoso
- Bateria dos Melros
- Forte da Calhandriz ou do Chão da Oliveira
- Forte da Quintela Pequena ou Pequeno de Quintela
- Forte da Quintela Grande
- Forte da Vinha ou da Abrunheira
- Forte da Casa ou Reduto da Serra da Albueira
- Forte Reintrante da Serra da Albueira ou da Rua Nova
- Forte da Serra da Aguieira
- Forte da Portela Grande
- Forte da Portela Pequena
- Forte 1º da Subserra
- Bateria Nova da Subserra
- Forte 2º da Subserra ou dos Sacos
- Bateria do Casal da Entrega ou Forte do Policarpo
- Forte Novo da Costa da Freira ou de Francisca Louro
- Forte do Moinho Branco ou dos Sinais ou de Maria Joana
- Forte de Os Dois Moinhos de Sarnadas ou Reduto das Sarnadas
- Forte Novo da Serra do Formoso
- Forte 1º da Calhandriz ou dos Borgados/Borgadas
- Forte 2º da Calhandriz ou do Cabeço ou Mato Cabeço ou de Santa Catarina
- Forte 3º da Calhandriz ou do Casalado ou do Cartaxo
- Forte Novo do Cabo da Serra da Albueira ou do Cabo ou da Arroteia
- Estrada Militar de Ajuda-Bucelas
- Forte do Moinho da Boca da Lapa ou do Moinho Velho
- Bateria do Viso da Serra ou do Viso
- Forte do Mosqueiro-Cabeço de Montachique ou Reduto do Mosqueiro
- Forte do Tojal ou Bateria da Espadarinha
- Bateria da Barba do Picoto (vestígios)
- Forte 4º da Calhandriz
- Escarpamento dos Picotinhos
- Estrada Militar de Alrota
- Bateria da Oliveira
- Reduto do Freixal Alto ou de Ribas
- Bateria 2ª da Serra do Galvão (vestígios)
- Forte da Carvalha
- Forte Pequeno da Senhora da Ajuda ou Reduto da Ajuda Pequeno
- Forte do Arpim
- Estrada Militar de Ribas
- Forte do Passo
- Estrada Militar de Serves
- Forte Grande da Senhora da Ajuda ou Reduto da Ajuda Grande
- Forte 1º de Montachique ou Reduto da Achada 1
- Forte de São Sebastião da Ajuda ou Forte do Cego
- Bateria da Cachada
- Bateria do Penedo
- Forte 2º de Montachique ou Reduto da Achada 2
- Forte do Picoto ou Reduto do Quadradinho
- Forte do Moinho ou Reduto do Moinho
- Escarpamento de Ribas
- Escarpamento de Serves
- Forte do Outeiro do Vale ou Reduto de Montachique
- Forte do Moinho do Céu
- Forte do Monte Agraço ou do Alqueirão (incluindo troço da Estrada Militar)
- Forte da Retaguarda ou do Alto dos Galhofos ou Novo
- Forte da Direita ou do Trinta
- Reduto da Patameira (vestígios)
- Forte da Frente ou do Machado
- Forte da Esquerda ou do Simplício

## Classificação como Monumento Nacional
O conjunto das fortificações das Linhas de Torres Vedras foi declarado património nacional pela Direção-Geral do Património Cultural (DGPC) no dia 01 de Março de 2018, sendo classificado como Monumento Nacional em 21 de Março de 2019. A proposta de classificação foi aprovada na reunião do conselho diretivo da DGPC de 21 de fevereiro de 2018 , tendo como objectivo, salvaguardar este património, mais precisamente 114 das 128 estruturas militares contempladas na candidatura, nomeadamente, fortes e estradas militares da primeira e segunda linhas defensivas. Além da classificação, foi criada uma zona especial de proteção em torno de cada uma destas estruturas.

## As fortificações a sul do Tejo
Na margem esquerda do Tejo foi criada uma linha de redutos que ia da Costa da Caparica a Almada. Esta linha de defesa foi concebida com o objectivo de impedir que uma força francesa, que eventualmente atingisse aquela região, tivesse a possibilidade de, com a sua artilharia, ameaçar Lisboa ou a armada ancorada no rio. Esta linha destinava-se a ser guarnecida com marinheiros e fuzileiros navais britânicos, milícias e corpo de voluntários de Lisboa, um total de 7 500 homens. Dispunha também de 86 peças de artilharia. Perto da actual localização do monumento a Cristo-Rei foi montado um posto de sinais, para comunicar facilmente com Lisboa.